# Coleophora hemerobiella
Espèce
Le Coléophore des arbres fruitiers, Coleophora hemerobiella, est une espèce  de lépidoptères (papillons) de la famille des  Coleophoridae. 
On le trouve en Europe de l'Ouest, excepté en Irlande et dans la péninsule Ibérique.

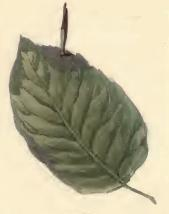
Feuille de poirier minée.

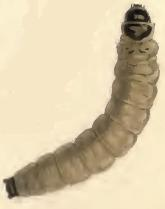
Larve

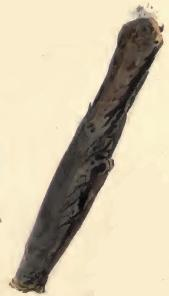
Fourreau soyeux bâti par la larve.

## Description
L'envergure de l'adulte est d'environ 14 mm. Les adultes montrent des ailes antérieures blanchâtres, tachetées de gris noir et une empreinte noirâtre bien marquée sur environ les trois-quarts de l'aile. Ils volent en juillet en Europe de l'Ouest.
La chenille se nourrit sur un grand nombre d'hôtes : Amélanchier, Chaenomeles, Cotoneaster bacillaris, Cotoneaster integerrimus, Crataegus laevigata, Cydonia oblonga, Malus x astracanica, Malus baccata, Malus domestica, Malus floribunda, Malus fusca, Malus ringo, Malus sylvestris, Mespilus germanica, Prunus avium, Prunus cerasifera, Prunus cerasus, Prunus domestica, Prunus spinosa, Pyrus communis, Sorbus aria, Sorbus aucuparia, Scandosorbus intermedia, Spiraea x bumalda et x Spiraea vanhouttei. 
En automne, la larve se fabrique un cocon en forme de pistolet. Tôt au printemps qui suit, un fourreau tubulaire soyeux transportable est fabriqué. Cet étui mesure environ 10 mm de long. Il est positionné verticalement sur la feuille, par la bouche,  avec un angle d'environ 90°.
De fin mai à début juin, on peut trouver des exemplaires de ces fourreaux correspondant à la taille de l'insecte adulte.